# Heortia
Heortia és un gènere d'arnes de la família Crambidae.

## Taxonomia
- Heortia dominalis Lederer, 1863
- Heortia iospora (Meyrick, 1936)
- Heortia iridia Munroe, 1977
- Heortia ocellata (Hampson in Poulton, 1916)
- Heortia plumbatalis (Zeller, 1852)
- Heortia polyplagalis Hampson, 1913
- Heortia vitessoides (Moore, 1885)